# محمد رياض الدين أحمد
محمد رياض الدين أحمد (1861 كُورينا، مديرية بريسال، حكم البنغال - 1933 حكم البنغال) كان كاتبًا وصحفيًا ومفكرًا مسلمًا بنغاليًا. درس في مدرسة باريسال البنغالية ومدرسة باجابتي سيركل

## الحياة المبكرة
وُلِد أحمد عام 1861 في قرية كُورينا في منطقة باريسال، في رئاسة البنغال، تحت الحكم البريطاني. توفي والده عندما كان عمره ثماني سنوات. نشأ في منزل محمد واجد، والد السياسي البنغالي أ.ك. فضل الحق. تلقى تعليمه في مدرسة باريسال بانجا فيديالاي ومدرسة باجابتي سيركل، ودرس اللغات العربية والبنغالية والفارسية.

## الفهرس
كتب عددًا من الكتب عن الإسلام والتاريخ.
- بودودايتاتفا (1879)
- باديابراسون (1880)
- تحفة المسلمين (1885)
- برهات محمدية بانجيكا (1895)
- أوباديش راتنافالي (1896)
- جانجي روس أو يونان (1897)
- اليونان-توراشكو يودها، المجلد الأول (1899)
- بيلاتي مسلمان (1900)
- بوتال ما سوريشفاري (1900)
- جوبيدا خاتونر روزنامشا (1907)
- اليونان-توراشكو يودها، المجلد الثاني (1908)
- حق النصيحة (1927)
- باك بنجاتان (1929)

## الوفاة
توفي أحمد سنة 1933.